# 1re étape du Tour d'Italie 2007
La 1re étape du Tour d'Italie 2007 s'est courue le 12 mai sur l'île de Caprera, dans la province de Sassari, en Sardaigne. Le parcours de 25,6 kilomètres relie Caprera à La Maddalena. Il s'agissait d'un contre-la-montre par équipe remporté par la Liquigas.

## Profil et parcours
1. Profil : giroditalia2007
2. Profil 3D : giroditalia2007

- Source : La Gazzeta Dello Sport

## Déroulement

### Récit
La première équipe à s'être élancée sur la rampe est la Gerolsteiner de Davide Rebellin. Les équipes des grands favoris tentent de se hisser en haut du classement général. Au terme de l'étape, la Liquigas de Danilo Di Luca réalise le meilleur temps, devançant l'équipe Astana, pourtant solide et qui est longtemps restée en tête de la course. La Discovery Channel aurait pu espérer un meilleur classement, cependant la chute de Yaroslav Popovych dans le dernier kilomètre contraint l'équipe à ralentir et à l'attendre. Ayant terminé à la première place au sein de son équipe, l'italien Enrico Gasparotto, grillant la politesse à son leader Danilo Di Luca, se voit remettre le maillot rose.

## Classement de l'étape
| \| Classement de l'étape \| Classement de l'étape \| Classement de l'étape \| Classement de l'étape \| Classement de l'étape \| \| Coureur \| Coureur \| Pays \| Équipe \| Temps \| \| --------------------- \| ------------------------------ \| --------------------- \| --------------------- \| --------------------- \| \| 1re \| Liquigas \| \| \| 33 min 38 s \| \| 2e \| Astana \| \| \| + 13 s \| \| 3e \| CSC \| \| \| + 30 s \| \| 4e \| Lampre-Fondital \| \| \| + 42 s \| \| 5e \| Discovery Channel \| \| \| + 49 s \| \| 6e \| Acqua & Sapone - Caffè Mokambo \| \| \| + 1 min 02 s \| \| 7e \| Tinkoff Credit Systems \| \| \| + 1 min 04 s \| \| 8e \| Crédit Agricole \| \| \| + 1 min 13 s \| \| 9e \| Caisse d'Épargne \| \| \| + 1 min 23 s \| \| 10e \| Saunier Duval-Prodir \| \| \| + 1 min 25 s \| |                                |      |        |              |
| |                                |      |        |              |
| |                                |      |        |              |
| Classement de l'étape |                                |      |        |              |
| Coureur | Coureur                        | Pays | Équipe | Temps        |
| 1re | Liquigas                       |      |        | 33 min 38 s  |
| 2e | Astana                         |      |        | + 13 s       |
| 3e | CSC                            |      |        | + 30 s       |
| 4e | Lampre-Fondital                |      |        | + 42 s       |
| 5e | Discovery Channel              |      |        | + 49 s       |
| 6e | Acqua & Sapone - Caffè Mokambo |      |        | + 1 min 02 s |
| 7e | Tinkoff Credit Systems         |      |        | + 1 min 04 s |
| 8e | Crédit Agricole                |      |        | + 1 min 13 s |
| 9e | Caisse d'Épargne               |      |        | + 1 min 23 s |
| 10e | Saunier Duval-Prodir           |      |        | + 1 min 25 s |

## Classement général
Après avoir franchi la ligne d'arrivée le premier de son équipe, l'Italien Enrico Gasparotto (Liquigas) devançant ses coéquipiers et compatriote Danilo Di Luca et Vincenzo Nibali dans le même temps.
| \| Classement général \| Classement général \| Classement général \| Classement général \| Classement général \| \| Coureur \| Coureur \| Pays \| Équipe \| Temps \| \| ------------------ \| ------------------ \| ------------------ \| ------------------ \| ------------------ \| \| 1er \| Enrico Gasparotto \| Italie \| Liquigas \| 33 min 38 s \| \| 2e \| Danilo Di Luca \| Italie \| Liquigas \| + 0 s \| \| 3e \| Vincenzo Nibali \| Italie \| Liquigas \| + 0 s \| \| 4e \| Franco Pellizotti \| Italie \| Liquigas \| + 0 s \| \| 5e \| Andrea Noè \| Italie \| Liquigas \| + 0 s \| \| 6e \| Charles Wegelius \| Royaume-Uni \| Liquigas \| + 0 s \| \| 7e \| Alessandro Vanotti \| Italie \| Liquigas \| + 2 s \| \| 8e \| Paolo Savoldelli \| Italie \| Astana \| + 13 s \| \| 9e \| Eddy Mazzoleni \| Italie \| Astana \| + 13 s \| \| 10e \| Andrey Mizourov \| Kazakhstan \| Astana \| + 13 s \| |                    |             |          |             |
| |                    |             |          |             |
| |                    |             |          |             |
| Classement général |                    |             |          |             |
| Coureur | Coureur            | Pays        | Équipe   | Temps       |
| 1er | Enrico Gasparotto  | Italie      | Liquigas | 33 min 38 s |
| 2e | Danilo Di Luca     | Italie      | Liquigas | + 0 s       |
| 3e | Vincenzo Nibali    | Italie      | Liquigas | + 0 s       |
| 4e | Franco Pellizotti  | Italie      | Liquigas | + 0 s       |
| 5e | Andrea Noè         | Italie      | Liquigas | + 0 s       |
| 6e | Charles Wegelius   | Royaume-Uni | Liquigas | + 0 s       |
| 7e | Alessandro Vanotti | Italie      | Liquigas | + 2 s       |
| 8e | Paolo Savoldelli   | Italie      | Astana   | + 13 s      |
| 9e | Eddy Mazzoleni     | Italie      | Astana   | + 13 s      |
| 10e | Andrey Mizourov    | Kazakhstan  | Astana   | + 13 s      |

## Classements annexes
| Classement du meilleur jeune | Classement du meilleur jeune | Classement du meilleur jeune | Classement du meilleur jeune | Classement du meilleur jeune |
| Coureur                      | Coureur                      | Pays                         | Équipe                       | Temps                        |
| ---------------------------- | ---------------------------- | ---------------------------- | ---------------------------- | ---------------------------- |
| 1er                          | Enrico Gasparotto            | Italie                       | Liquigas                     | 33 min 38 s                  |
| 2e                           | Vincenzo Nibali              | Italie                       | Liquigas                     | + 0 s                        |

| Classement du meilleur jeune | Classement du meilleur jeune | Classement du meilleur jeune | Classement du meilleur jeune | Classement du meilleur jeune |
| Coureur                      | Coureur                      | Pays                         | Équipe                       | Temps                        |
| ---------------------------- | ---------------------------- | ---------------------------- | ---------------------------- | ---------------------------- |
| 1er                          | Enrico Gasparotto            | Italie                       | Liquigas                     | 33 min 38 s                  |
| 2e                           | Vincenzo Nibali              | Italie                       | Liquigas                     | + 0 s                        |

| Classement par équipes | Classement par équipes | Classement par équipes | Classement par équipes |
| Équipe                 | Équipe                 | Pays                   | Temps                  |
| ---------------------- | ---------------------- | ---------------------- | ---------------------- |
| 1re                    | Liquigas               | Italie                 | 33 min 38 s            |

| Classement par équipes | Classement par équipes | Classement par équipes | Classement par équipes |
| Équipe                 | Équipe                 | Pays                   | Temps                  |
| ---------------------- | ---------------------- | ---------------------- | ---------------------- |
| 1re                    | Liquigas               | Italie                 | 33 min 38 s            |